# Großsteingrab Liepen 7
Das Großsteingrab Liepen 7 ist ein Nord-Süd-orientiertes, 1965 von Ewald Schuldt ausgegrabenes und rekonstruiertes Ganggrab im kleinen Rundhügel mit 16 erhaltenen und 7 fehlenden Randsteinen, mit der Sprockhoff-Nr. 354.
Es liegt in der Gemeinde Thelkow im Landkreis Rostock in Mecklenburg-Vorpommern. Es entstand zwischen 3500 und 2800 v. Chr. als Megalithanlage der Trichterbecherkultur (TBK). Etwa 1,1 km nordöstlich von Liepen zweigt unweit der Recknitz von einem Feldweg aus ein ausgeschilderter Waldweg zu den Gräbern Liepen 7 und Liepen 8 ab, in einer auffälligen Baumgruppe rechts dieses Feldweges befindet sich das Großsteingrab Liepen 10 im Feld.

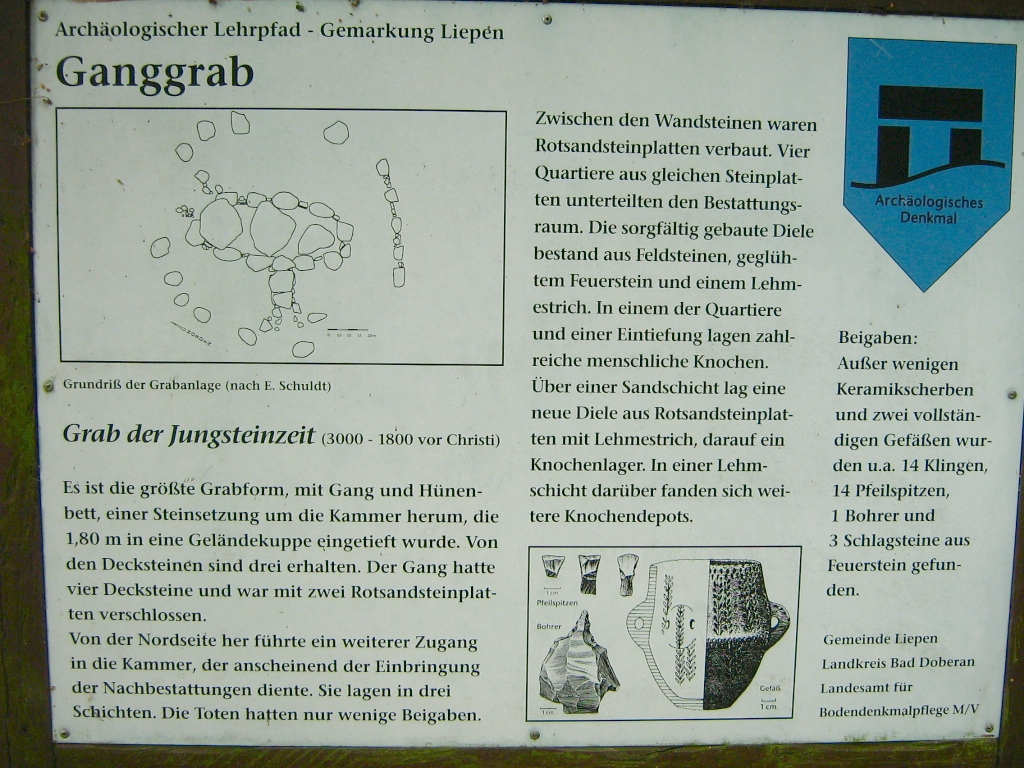
Ganggrab 7 Liepen

Von der etwa sechs Meter langen, 1,8 m hohen und 2,5 m breiten Kammer des Großsteingrabes sind 11 Trag- und zwei der ursprünglich drei Decksteine und viele Zwischenmauerwerke erhalten. Von dem nach Westen weisenden, etwa drei Meter langen, lateral etwa mittig und leicht schräg ansetzenden Gang sind es zwei von mindestens drei. 
Die Anlage hat vier Quartiere. Die Diele besteht aus Rollsteinen, Rotsandsteinplatten und geglühtem Feuerstein. Neben Holzkohle, menschlichen Knochen (darunter 17 Schädel) und 31 Scherben fanden sich 15 Klingen, 14 Querschneider, drei Schlagsteine, drei Klingenkratzer, zwei Schultergefäße, ein Bohrer, eine Sandsteinscheibe, ein hoher Topf sowie ein Eberhauer.